# Zaglyptus hollowayi
Zaglyptus hollowayi är en stekelart som beskrevs av Ian D. Gauld 1984. Zaglyptus hollowayi ingår i släktet Zaglyptus och familjen brokparasitsteklar. Inga underarter finns listade i Catalogue of Life.